# Hans Lüthi
Hans Lüthi (Zurique, 15 de março de 1939) é um ex-ciclista de estrada suíço. Competiu nos Jogos Olímpicos de Verão de 1964 em Tóquio, onde fez parte da equipe suíça de ciclismo que terminou em décimo sexto lugar nos 100 km contrarrelógio por equipes.